# Raffael Korte
Raffael Korte (* 29. August 1990 in Speyer) ist ein ehemaliger deutscher Fußballspieler, der zuletzt  beim SV Waldhof Mannheim unter Vertrag stand.

## Karriere
Korte spielte in seiner Jugend bei Phönix Schifferstadt. Seine ersten Einsätze im Erwachsenenbereich hatte er bei TuS Mechtersheim. 2011 wechselte er gemeinsam mit seinem Zwillingsbruder Gianluca zum Zweitligisten Eintracht Braunschweig. Hier hatte er am 5. Spieltag der Saison 2011/12 beim Heimspiel gegen den FC Erzgebirge Aue (1:1) seinen ersten Einsatz im Profifußball, als er in der 63. Minute für Nico Zimmermann eingewechselt wurde. Beim 3:1 über Ingolstadt zum Saisonabschluss erzielte Korte seinen ersten Treffer als Profifußballer. In der Saison 2012/13 gelang ihm mit der Eintracht der Aufstieg in die erste Bundesliga.
Nachdem Korte im Januar 2013 seinen Vertrag bei den Braunschweigern bis 2015 verlängert hatte, wechselte er zur Saison 2013/14 auf Leihbasis zum Drittligisten 1. FC Saarbrücken. Bei den Saarländern konnte er Spielpraxis sammeln, den Abstieg aber nicht verhindern. Zurück in Braunschweig konnte sich Korte als Rückkehrer beim Bundesligaabsteiger zunächst einen Stammplatz in der 2. Liga erkämpfen, kam nach der Winterpause aber kaum noch zum Einsatz. 
Im April 2015 wurde sein Wechsel zum 1. FC Union Berlin verkündet, für den er in zwei Spielzeiten lediglich 10 Ligaeinsätze verbuchen konnte. 
Seit der Saison 2017/18 spielte der Mittelfeldspieler gemeinsam mit seinem Zwillingsbruder Gianluca beim SV Waldhof Mannheim. Zur Saison 2019/20 stieg Korte mit den Waldhöfern in die 3. Fußball-Liga auf, verpasste den Saisonstart jedoch wegen einer Operation am Knie. Wegen seiner Knieprobleme musste er im Sommer 2020 seine Fußballkarriere beenden.